# Kim Jong-gil
Kim Jong-gil (* 5. November 1926 in Andong, Kyŏngsangbuk-do; † 1. April 2017) war ein südkoreanischer Lyriker und Schriftsteller.

## Leben
Jong-gil (sein richtiger Name war Kim Ch'i-gyu [김치규|金致逵]) wurde 1926 in Andong in der Provinz Nord-Kyŏngsang geboren. Er machte seinen Abschluss in Anglistik an der Korea University und studierte danach Englische Literatur an der University of Sheffield in England. Er war als Vorsitzender des Koreanischen Dichterverbandes tätig und unterrichtete als Dozent an der Korea University. Sein offizielles Debüt hatte er 1947, als sein Gedicht „Tür“ (문) mit einem Literaturpreis ausgezeichnet wurde. Seit dieser Zeit war er aktiv sowohl als Lyriker wie auch als Kritiker.
Jong-gil wird in der koreanischen Literaturwelt allgemein als einer der größten Lyriker der Moderne angesehen. Seine Lyrik zeichnet sich vor allem durch Klarheit, Transparenz, und die gekonnte Erkundung der Kraft poetischer Darstellung aus. Die Idee von Darstellung besitzt für den Poeten einen fast metaphysischen Wert, welcher seiner Meinung nach sowohl Dichter als auch Leser befähigt, ein umfassenderes Verständnis von Wahrheit zu erreichen. Seine lyrische Methodik kann deswegen auch nur voll verstanden werden, wenn man sie im Zusammenhang mit seiner Einstellung gegenüber dem Leben und seinem kreativen Genie betrachtet.
Jong-gils Werke enthalten sowohl Ideen, die vom Imagismus verkündet wurden – eine lyrische Richtung der Moderne, die von Lyrikern wie Amy Lowell, H. D. und Ezra Pound vertreten wurde – als auch den traditionellen Stil der Hansi und den Geist der Sŏnbi (Gelehrte im vormodernen Korea). Aber im Gegensatz zu anderen Dichtern des Imagismus verströmen seine Werke eine klassische und traditionelle Eleganz, welche im Gegenzug seinen Werken einen gewissen Hauch von Anstand und Vollständigkeit verleiht. Diese traditionelle Eleganz ist am besten erkennbar an der emotionalen Zurückhaltung des Dichters und seiner Loslösung von der externen Welt. Außerdem konzentrierte sich Kim auf die Tugend des Anstands, um damit Kummer und Leid zu vermitteln.

## Arbeiten

### Koreanisch

#### Gedichtsammlungen
- 성탄제 „Weihnachten“ (1969)
- 하회에서 „Im nächsten Kapitel“ (1977)
- 황사현상 „Gelber Sand“ (1986)